# Franz Federschmidt
Franz Henry Federschmidt (21. februar 1894 - 14. april 1956) var en amerikansk roer, født i Philadelphia. Han var storebror til Erich Federschmidt.
Federschmidt deltog ved OL 1920 i Antwerpen, hvor han som del af amerikanernes firer med styrmand vandt en sølvmedalje, kun besejret af Schweiz i finalen. Bådens øvrige besætning var hans bror Erich Federschmidt, Carl Klose, Ken Myers og styrmand Sherm Clark. Det var det eneste OL han deltog i.

## OL-medaljer
- 1920:  Sølv i firer med styrmand